# Gary Thompson
Gary Thompson (Dublin, 31 mei 1992) is een Iers autocoureur.

## Carrière
Thompson begon in 2003 in het karting, waarin hij als vijfde eindigde in het Cadet Irish Championship. In 2009 reed hij in de Formule BMW Pacific, waar hij de eerste race op het Sepang International Circuit won. In totaal behaalde hij elf podiumplaatsen waarbij hij als tweede in het kampioenschap eindigde achter Rio Haryanto, waarmee hij Rookie of the Year werd.
Tussen 2010 en 2012 reed Thompson in het Japanse Formule 3-kampioenschap, genaamd de All-Japan F3. In 2010 reed hij voor Achievement by KCMG naar de vijfde plaats in het nationale kampioenschap, waarin hij twee podiumplaatsen behaalde. In 2011 deed hij dit opnieuw voor SGC by KCMG met een klasse-overwinning op de Twin Ring Motegi. In 2012 reed hij opnieuw in het nationale kampioenschap voor SGC by KCMG, maar zijn resultaten werden ook meegeteld in het hoofdkampioenschap. In het hoofdkampioenschap eindigde hij als tiende met één punt door een pole position op de Fuji Speedway, terwijl hij in het nationale kampioenschap als vierde eindigde met opnieuw een klasse-overwinning op Motegi.
In 2013 stapt hij over naar Europa in het nieuwe Europees Formule 3-kampioenschap voor het team Romeo Ferraris, waar hij onder een Japanse racelicentie rijdt.